# Eva Maria Keller (Schauspielerin, 1948)
Eva Maria Keller (* Juni 1948 in Berlin) ist eine deutsche Theaterschauspielerin.

## Leben
Eva Maria Keller studierte an der Hochschule für Musik, Theater und Medien Hannover. Ihr erstes Engagement hatte sie in Hannover. Von dort ging sie nach Hildesheim, Wilhelmshaven und Krefeld/Mönchengladbach.
Von 1973 bis zu ihrem Abschied 2013 war sie fest am Theater Augsburg engagiert.
Sie spielte u. a. „Mathilde von Zahnd“ in Die Physiker, „Celia Peachum“ in der Dreigroschenoper, „Martha“ in Wer hat Angst vor Virginia Woolf?, „Toinette“ in Der eingebildete Kranke, „Lady Bracknell“ in Ernst sein ist alles oder Bunbury, „Amalie Balicke“ und Auguste in Trommeln in der Nacht, „Frau Vockerat“ in Gerhart Hauptmanns Einsame Menschen, „Mutter“ in Maria Magdalena von Friedrich Hebbel, „Claire Zachanassian“ in Friedrich Dürrenmatts Der Besuch der alten Dame und „Madame Pernelle“ in Tartuffe.
Daneben gestaltete sie freiberuflich ein eigenes musikalisch-literarisches Kabarettprogramm.
Ihre Stiefschwester ist die Frau des Politikers Peer Steinbrück.

## Theatrografie (Auswahl)
- 2012/13: Arsen und Spitzenhäubchen (als Abby Brewster)
- 2012/13: Bernarda Albas Haus (als La Pontia)
- Operation Big Week
- My Fair Lady (als Mrs. Higgins)